# Franken (Bad Weißenstadt)

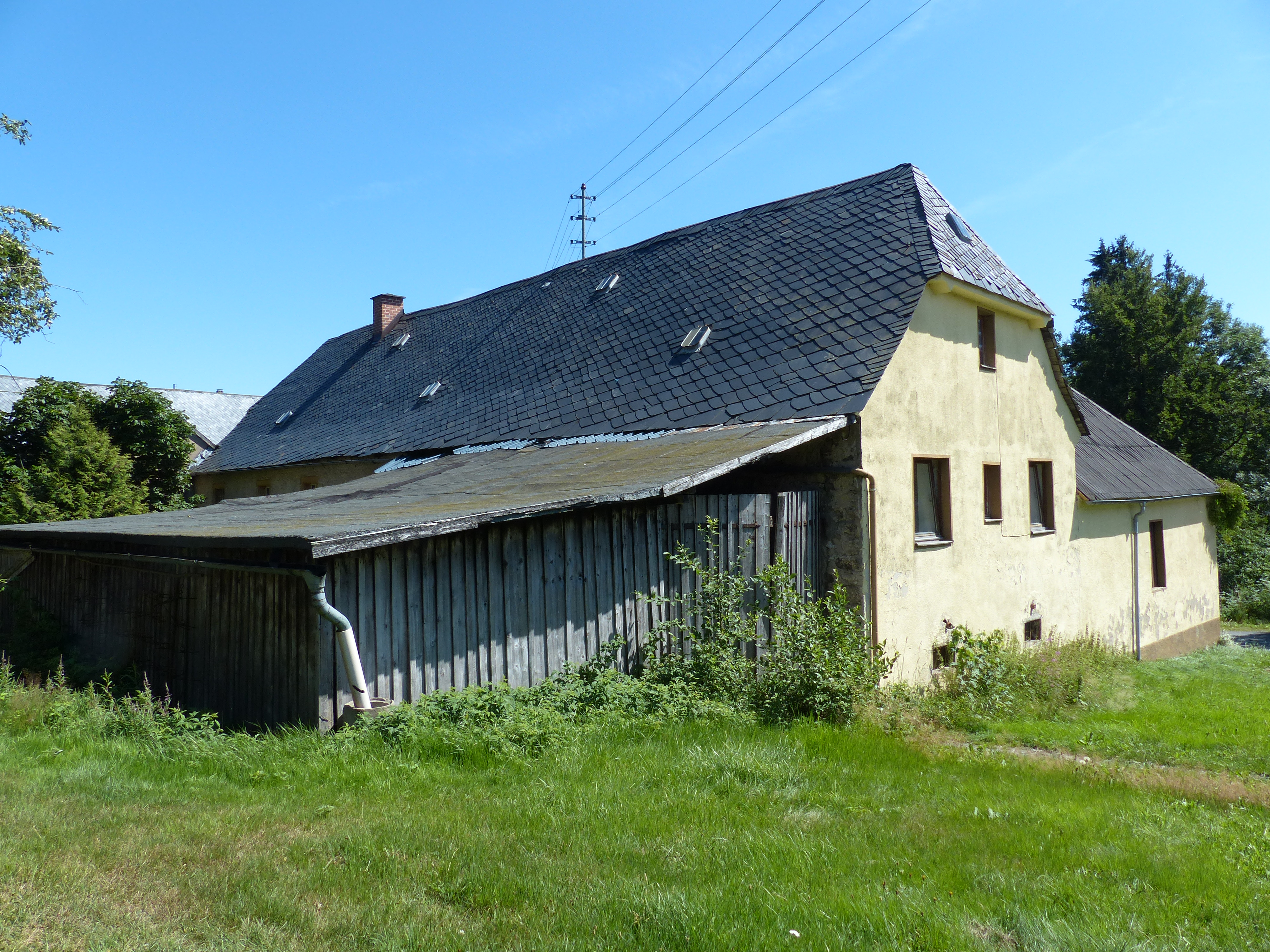
Nachfolgebau der ehemaligen Poststation

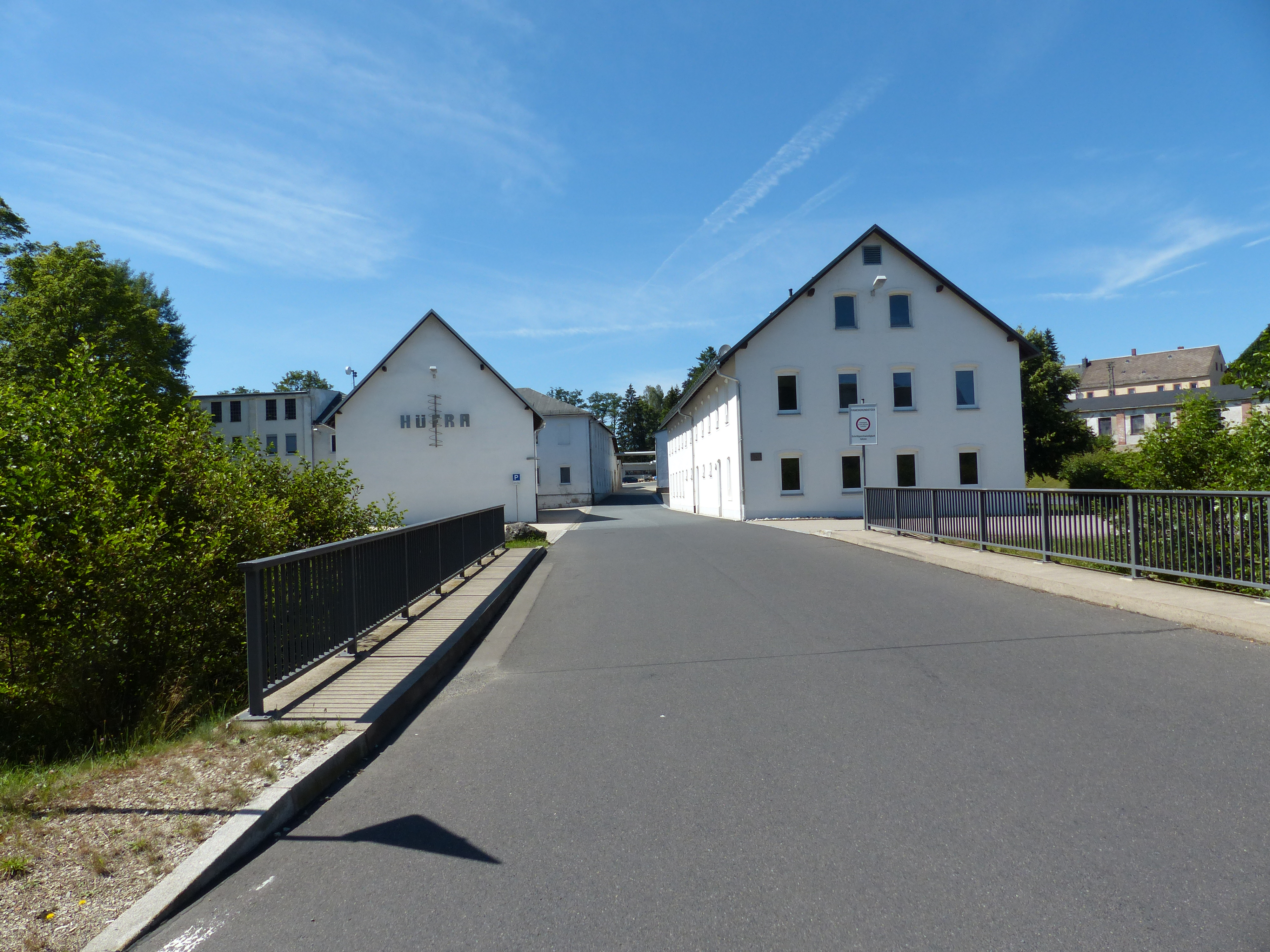
Werkseinfahrt der Firma Hüfra

Franken ist ein Gemeindeteil der Stadt Bad Weißenstadt im oberfränkischen Landkreis Wunsiedel im Fichtelgebirge in Bayern.

## Lage
Das Dorf liegt an der Staatsstraße 2180 zwischen Bad Weißenstadt und Röslau. Verbindungsstraßen führen nach Grub und nach Süden in Richtung Birk und Meierhof. Die Eger fließt durch den Ort, bereits auf dem Gebiet der Nachbargemeinde befindet sich der Thusfall.

## Geschichte
Der Ort wurde 1346 erstmals urkundlich erwähnt und im Landbuch der Sechsämter von 1499 genauer beschrieben. 1696 oder 1697 wurde eine Posthalterei eröffnet. Von 1862 bis 1986 befand sich eine Schule im Ort. Baudenkmäler im Ort sind die Poststation, ein Wohnstallhaus und eine Villa. Der Regisseur Peter Beauvais wurde in Franken geboren. 
Im Jahr 1818 wurde Franken mit Birk und Meierhof zu einer Gemeinde zusammengeschlossen. Am 1. Januar 1978 erfolgte die Eingemeindung in die Stadt Weißenstadt.